# Daniel Lizars
Pour les articles homonymes, voir Lizars.
Daniel Lizars, né le 25 mai 1793 à Édimbourg et mort le 14 mars 1875 à Goderich, est un graveur, cartographe et éditeur écossais.

## Biographie
Né en mai 1793 à Édimbourg, il est le fils de Daniel Lizars Sr. (1754–1812) et de sa femme, Margaret Home. Ses frères sont John Lizars (en), William Home Lizars et sa sœur Jane Home Lizars qui épousera plus tard William Jardine. 
Il entre comme apprenti imprimeur dans l'entreprise de son père aux côtés de George Bartholomew, patriarche de la dynastie des cartographes Bartholomew . 
A la mort de son père (1812), âgé de 19 ans, il reprend l'affaire familiale. Il commence à se spécialiser dans la cartographie.
Dans les années 1830, il vit au 9 South St David Street (et travaille au 5) situé entre Princes Street et St Andrews Square. 
En 1832, la société fait faillite. Il émigre au Canada avec sa femme et sa famille (y compris sa mère) et s'installe dans le canton de Colborne sur le lac Huron. Il s'y implique dans la politique locale et sert également comme major dans la 1re milice huronne lors des rébellions de 1837-1838.
Il meurt à Goderich en Ontario en 1875.
Sa collection de livres (650 volumes) a été donnée à la bibliothèque McGlaughlin de l'Université de Guelph en 1982. Elle est connue sous le nom de Pioneer Collection. 

Carte du monde par Daniel Lizars (1831).
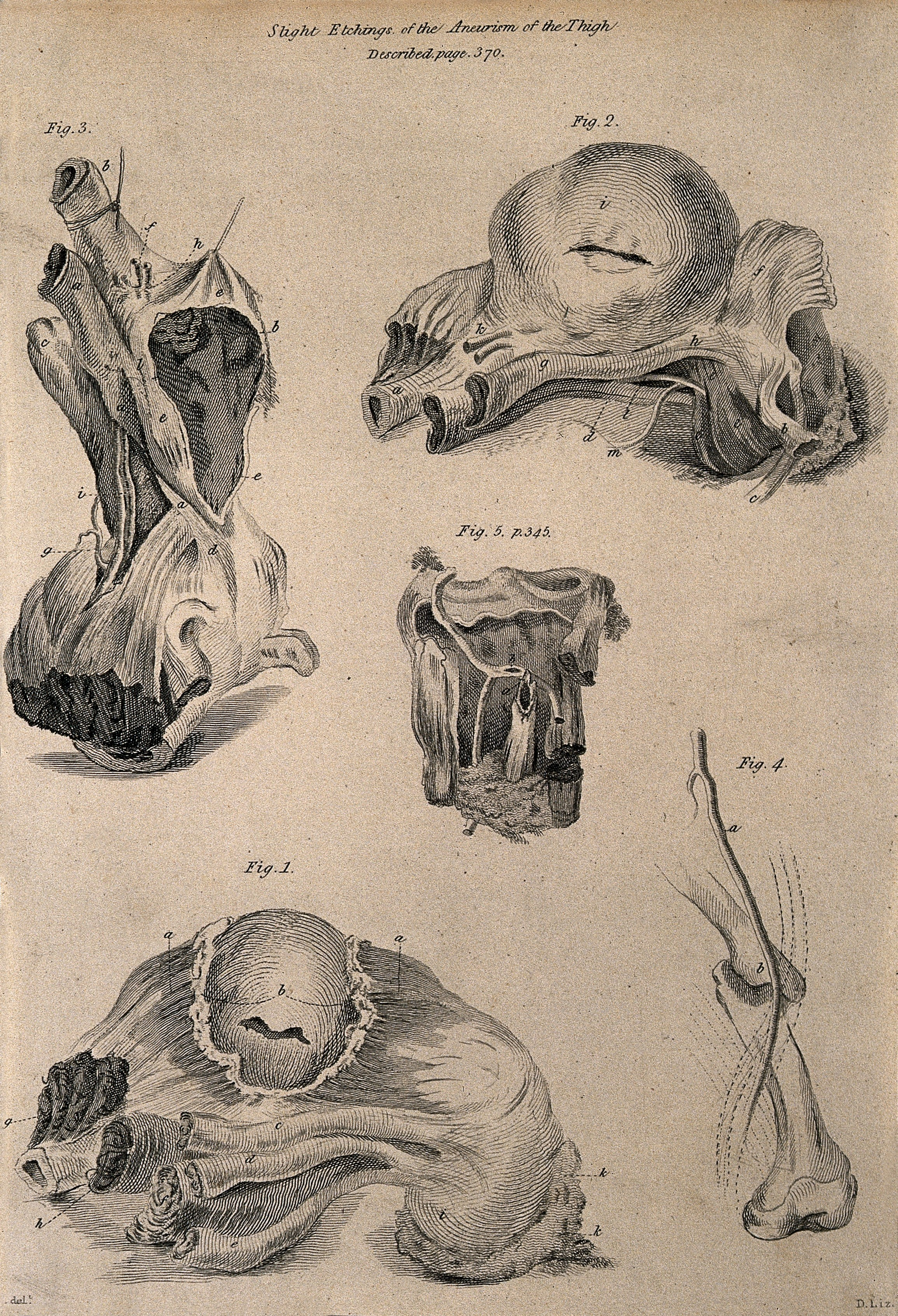
Cinq exemples d'anévrismes de la cuisse, par Daniel Lizars (1810).